# 蒙特羅斯 (密西西比州)
蒙特羅斯（英語：Montrose）是位於美國密西西比州賈斯珀縣的城鎮。

## 人口
根據2020年美國人口普查的數據，蒙特羅斯的面積為7.03平方千米，皆為陸地。當地共有人口104人，而人口密度為每平方千米15人。